# Белчевци
Белчевци (болг. Белчевци) — село в Болгарии. Находится в Великотырновской области, входит в общину Велико-Тырново. Постоянное население села по данным на 1 января 2007 года было 2 человека. Расположено в 189 км к востоку от Софии в горном районе (на высоте 500—699 м нум).

## Политическая ситуация
Кмет (мэр) общины Велико-Тырново в которую входит село Белчевци — Румен Рашев (независимый) по результатам выборов.

## Карты
- Положение на электронной карте